# Transavia.com
transavia.com er et hollandsk lavpris-flyselskab, der fungerer som et selvstændigt selskab under Air France-KLM. 

## Baggrund
Selskabet blev dannet i 1965 som Transavia Limburg. Navnet blev i 1966 ændret til Transavia Holland og selskabet begyndte sine flyvninger 17. november 1966. I 1986 skiftede firmaet navn igen, denne gang til Transavia Airlines. Samme år begyndte transavia.com sine ruteflyvninger til London Gatwick. Den største aktionær, Nedlloyd, solgte sin aktiepost på 80% i 1991 til KLM. I 1998 blev Transavia det første udenlandske flyselskab, der befløj indenrigsstrækninger i Grækenland som følge af en ændring i den græske luftfartslovgivning. I juni 2003 erhvervede KLM de resterende 20% af aktierne i selskabet, der således siden har hørt under KLM. Med fusionen af Air France og KLM blev transavia.com et fuldt ejet datterselskab af Air France-KLM.
transavia.com's primære hub er Amsterdam Schiphol Airport, mens Rotterdam Airport og Eindhoven Airport fungerer som sekundære hubber i Holland.
Men fra 1. november stopper Transavia alt flyvning til og fra Danmark

## FraChartertilLavpris
Omkring 2000 fungerede transavia.com primært som charterselskab, mens lavpris-divisionen blev kaldt Basiq Air. De to afdelinger har siden januar 2005 fløjet under det fælles navn transavia.com. Selskabet betjener i dag mere end 60 destinationer i Sydeuropa og Nordafrika, samt flere vintersportsdestinationer i alperne. 

## Nye sektioner
Inden for de sidste år har transavia.com også åbnet en base i Frankrig i samarbejde med Air France og senest i december 2008 i København. Disse fly opereres under eget AOC (Airline Operation Certificate) under præfixet TO
Med åbningen i København blev Danmark således firmaets andet hjemmemarked udenfor Holland, med flyvninger til 15 forskellige destinationer. Disse fly opereres siden August 2009 under eget AOC (Airline Operation Certificate) under præfixet PH
transavia.coms indtog på det danske marked kom efter Sterlings sammenbrud i slutningen af oktober 2008. Per februar 2009 inkluderende transavia.coms rutenet fra København således Athen, Innsbruck, Salzburg, Nice, Montpellier, Pisa, Rom, Napoli, Chania (Kreta), Barcelona, Mallorca, Alicante, Malaga, Faro (Algarve), Gran Canaria og Tenerife.  

## Andre ruter
transavia.com flyver desuden (feb. 2009) fra Gronningen i Holland samt fra Hamburg og Berlin (Tegel) til Innsbruck. transavia.com driver både rute- og chartertrafik. 

## Flåde
Selskabets flåde består udelukkende af next generation Boeing-maskiner; i alt 10 stk. B737-700 og 19 stk. Boeing B737-800.